# Magnetomrörare

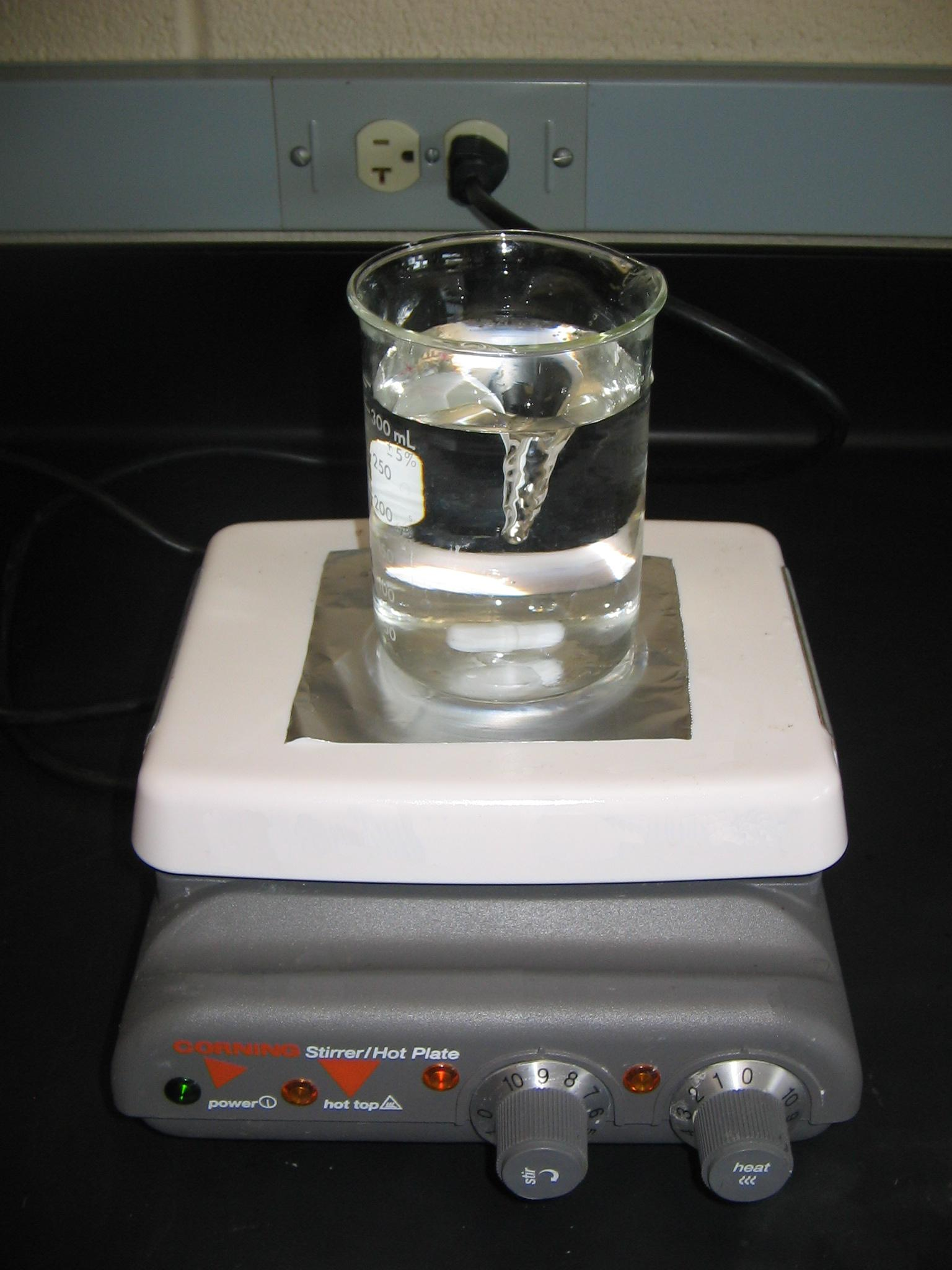
En magnetomrörare. Ett roterande magnetfält orsakar att den lilla magneten i bägaren roterar och rör om i vätskan.

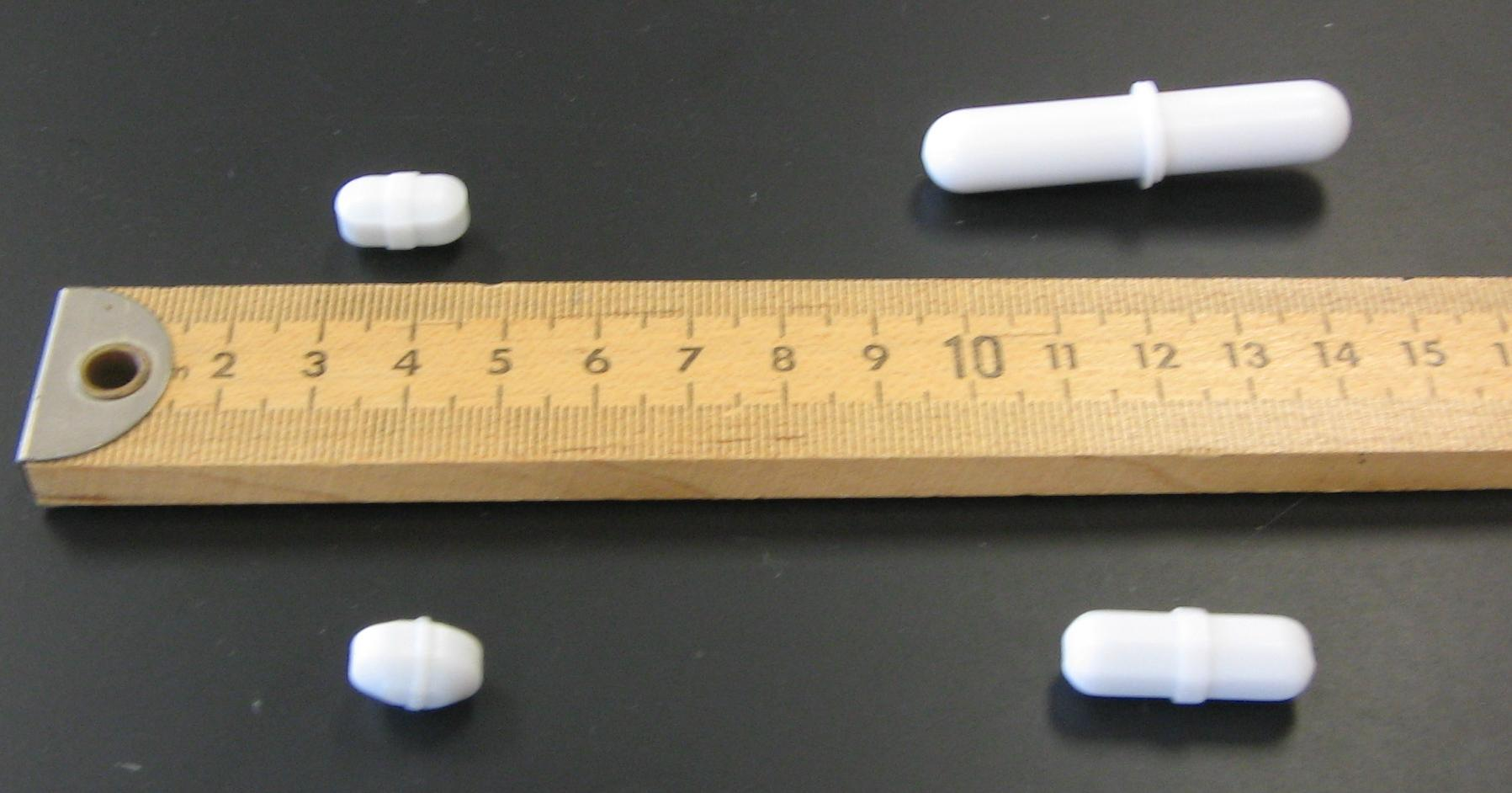
Magnetloppor i olika storlek med en linjal.

En magnetomrörare är en anordning som framför allt används inom kemiska laboratorier för att röra om i glaskärl. Den består av en platta med en roterande magnet som drivs av en elektrisk motor, eller en fast magnet som skapar ett roterande magnetfält. I vätskan som skall omröras placeras sedan en magnetloppa som består av en permanent magnet som vanligtvis är överdragen med plast för att den skall vara lätt att diska. Det roterande magnetfältet orsakar då att magnetloppan roterar och rör om i vätskan. 
Det är vanligt att plattan även kan användas för uppvärmning. 
Magnetomrörare fungerar bäst för småskaliga reaktionskärl och vätskor med låg viskositet.